# Ломовечин
Ломове́чин — река в Долгоруковском и Тербунском районах Липецкой области, правый приток Сновы, впадает в Снову в 35 км выше её устья. Длина — 18 км, площадь водосборного бассейна — 80,6 км².

## Описание
Имя речки — по месту добычи (ломки) камня. На дореволюционных картах и в обиходе у местного населения до нашего времени именуется как «Ломовец».
Исток имеет у села Дуброво Тербунского района. Устье в 2 км западнее деревни Сновская Долгоруковского района.
Питание реки снеговое, дождевое, родниковое. Крупных притоков не имеет, в среднем течении впадают несколько небольших ручьёв. В верхнем и среднем течении крупные запруды — севернее села Дуброво и западнее села Верхний Ломовец. Не судоходна.

## Данные водного реестра
По данным государственного водного реестра России относится к Донскому бассейновому округу, водохозяйственный участок реки — Дон от города Задонск до города Лиски, без рек Воронеж (от истока до Воронежского гидроузла) и Тихая Сосна, речной подбассейн реки — бассейны притоков Дона до впадения Хопра. Речной бассейн реки — Дон (российская часть бассейна).
Код объекта в государственном водном реестре — 05010100812107000002099.

## Населённые пункты от истока к устью
- Дуброво
- Верхний Ломовец
- Нижний Ломовец
- Симаковка